# 藤澤茂登一
藤澤 茂登一（ふじさわ もとかず、 - ）は、日本の教育者。愛知第二師範学校、新潟県新潟師範学校、大阪府立清水谷高等女学校の校長を務めた。

## 略歴・人物
広島県師範学校（現・広島大学教育学部）教諭を経て、1913年（大正2年）5月31日、愛知第二師範学校（のちの愛知県岡崎師範学校）（現・愛知教育大学）校長に就任（第5代）。1920年（大正9年）5月12日、新潟県新潟師範学校（現・新潟大学教育学部）の校長に就任した。
1921年（大正10年）4月、大阪府立清水谷高等女学校（現・大阪府立清水谷高等学校）校長に就任した（第2代。大村忠二郎の後任）。1935年（昭和10年）11月、清水谷高女の校長を退職した）。
そのほか、江崎グリコが1934年（昭和9年）2月11日に設立した「母子健康協会」（現・公益財団法人）の監事なども務めた。

## 栄典
位階
- 1921年（大正10年）4月22日 - 従六位勲五等[6]